# Заречье (Осколковское сельское поселение)
не путать другими посёлками Заречье в том же Мглинском районе — Заречье (Симонтовское сельское поселение) и в том же поселении — Заречье (Ветлевское сельское поселение)
Заречье — посёлок в Мглинском районе Брянской области Российской Федерации. Входит (с 2019 г.) в Ветлевское сельское поселение.

## География
Расположено около пос. Липки и Крымок, дер. Санники.

## История
До 2005 года Заречье входило в Осколовский сельский совет. В результате проведения муниципальной реформы в 2005 году Осколовский сельсовет преобразован в Осколковское сельское поселение, в состав которого и было включено Заречье.
После упразднения Осколовского поселения 8 мая 2019 года Заречье включено в Ветлевское сельское поселение.

## Население
| 2010 | 2013 |
| ---- | ---- |
| 5    | ↘3   |

## Инфраструктура
Личное подсобное хозяйство.

## Транспорт
Просёлочные дороги. Одна из них ведёт на пос. Красный на автодороге местного значения «15К-1609 Ветлевка — Вормино», идущая через село Осколково.	